# Hal Schaefer (album)
Hal Schaefer est un album de jazz du pianiste Hal Schaefer. 

## Enregistrement
L'album publié dans la série the RCA Victor Jazz Workshop est constitué de trois sessions d'enregistrement différentes. Chacune a une instrumentation différente et expérimentale. La première comporte deux trompettes et un clavecin avec une contrebasse et deux batteries, la deuxième quatre trombones, un trombone basse et la section rythmique, la troisième trois saxophones alto et la section rythmique.

### Musiciens
Les sessions sont enregistrées par trois ensembles qui sont composés de:
- 17 octobre 1955 : Nick Travis (tp), Jimmy Nottingham (tp), Hal Schaefer (clavecin), Milt Hinton (b), Don Lamond (d), Ed Shaughnessy (d).
- 9 novembre 1955 : Billy Byers (tb), Urbie Green (tb), Freddie Ohms (tb), Chauncey Welsh (tb), Tommy Mitchell (btb), Hal Schaefer (p), Milt Hinton (b), Osie Johnson (d).
- 28 novembre 1955 : Hal McKusick (as), Sam Marowitz (as), Phil Woods (as)[1], Hal Schaefer (p), Milt Hinton (b), Osie Johnson (d).

### Dates et lieux
- 5, 6, 11, 12 : New York, 17 octobre 1955
- 3, 4, 9, 10 : New York, 9 novembre 1955
- 1, 2, 7, 8 : New York, 28 novembre 1955

## Titres
| N°     | Titre                                              | Compositeur                    | Durée |
| ------ | -------------------------------------------------- | ------------------------------ | ----- |
| Face 1 |                                                    |                                |       |
| 1.     | Dancing in the Dark                                | Howard Dietz, Arthur Schwartz  | 2:18  |
| 2.     | Imagination                                        | Jimmy Van Heusen, Johnny Burke | 2:48  |
| 3.     | This One's for Jack                                | Hal Schaefer                   | 2:21  |
| 4.     | A Song of Love                                     | Hal Schaefer                   | 2:21  |
| 5.     | Isn't It Romantic                                  | Richard Rodgers, Lorenz Hart   | 2:48  |
| 6.     | New Sounds for the Blues                           | Hal Schaefer                   | 2:47  |
|        |                                                    |                                |       |
| Face 2 |                                                    |                                |       |
| 7.     | Let's Have a Cerebration                           | Hal Schaefer                   | 2:42  |
| 8.     | Of Things Gone By                                  | Hal Schaefer                   | 2:54  |
| 9.     | Blue Skies                                         | Irving Berlin                  | 2:28  |
| 10.    | I'm Gonna Sit Right Down and Write myself a Letter | Joe Young, Fred Ahlert         | 2:36  |
| 11.    | spring Is Here                                     | Richard Rodgers, Lorenz Hart   | 3:04  |
| 12.    | Real Lee                                           | Hal Schaefer                   | 2:51  |

## Discographie
- 1956, RCA Victor Records - LPM-1119 (LP)

## Sources
- Leonard Feather, Liner notes de l'album RCA Victor Records, 1956.